# 桂歌若
桂 歌若（かつら うたわか、1968年3月6日 - ）は落語家。青森県弘前市出身。血液型はO型。出囃子∶『牛若丸』。本名：葛西 哲治。

## 芸歴
- 1987年（昭和62年）3月、桂歌丸に入門、芸名：桂歌若。
- 1991年（平成3年）9月、二ツ目昇進
- 2001年（平成13年）5月、真打昇進。落語界で21世紀初の真打となる。

## 人物
落語家になったきっかけは、専門学校在学中にたまたま見た笑点で桂歌丸を見て「緑色の着物を着たおじさんがいい人そう。」だと思った事だという。趣味はアニメ、ゲーム、パソコン、ミュージアム巡り、台湾探訪、江戸文化研究等がある。
古典落語も演じるが、得意な演目は新作落語。（自作の落語）
ゲーム：『サクラ大戦』のファンだったことがきっかけで、学研アニメディアにてサクラ大戦コーナー：帝劇スタア、花組スタアで連載を担当。舞台『サクラ大戦』新春歌謡ショウにて花組大喜利の監修、演出を担当するまでに至る。
『サクラ大戦』のキャラクター「神崎すみれ」への思いは特に強く、許可を得て自身の後幕を「神崎すみれ」にしている。（落語家は真打になるとオリジナルの後幕を引く事が許される）
落語芸術協会創立75周年記念作品である、テレビアニメ作品『落語天女おゆい』の原作者であり、主人公・唯の父親役として自ら出演もしている。また自ら小説『落語天女おゆい・落語研究会復活編』（メガミ文庫刊）を執筆しており、作中に自分自身も登場している。落語会初のライトノベル作家でもある。さらにコミック版『落語天女おゆい・月島唯現代編』（作画：いけだたかし・サンデーGXコミックス刊）に登場する主人公唯の幼馴染みである『葛西哲治』は桂歌若の本名。
自他共に認める落語界きっての美少女コンテンツ通であり、『おゆい』DVD第1巻の映像特典である『声優大喜利』で飛鳥山雅役の小島幸子に「秋葉原で同人誌を買っているところを目撃した」と言われていた。また、歌若はこの大喜利で千石涼役の小林ゆうと唯役の後藤沙緒里をやたら贔屓していたが、小島幸子にはきつく当たるなど独裁的な司会振りを発揮していた。
他にも落語芸術協会・企画プロデューサーの肩書きで、季刊「芸協」の編集やマスコットキャラクター・バク助をデザイナーの堀越和音と誕生させるなど、あらゆるコンテンツで活躍中。
チャリティーやボランティア活動へも熱心に取り組み、平成4年から続いている横浜市内の老人福祉施設での慰問公演は200回を超える（現在も継続中）。平成9年にはその活動が認められ、横浜市より功労表彰を受けた。平成19年より公益社団法人・シャンティ国際ボランティア会が主催するチャリティー寄席へ参加し、国内外で教育の大切さを説く活動にも従事している。
2004年『サクラ大戦』の舞台、新春歌謡ショウ「歌え花組!」にて大喜利の監修、演出を担当。
2005年マウスプロモーションのラジオドラマ・舞台「HOTEL MOUSE」に出演、大喜利を監修。
2006年に公開されたアニメ映画『時をかける少女』に主人公の父親役で出演。
2008年4月からインターネット放送『あっ!とおどろく放送局』にて放送中の「夜遊びメールバトル」に月1回、第3木曜に講師として出演。
2009年8月からインターネットラジオ『ぽけら』にて放送中の「わかさまが斬る!」にメインパーソナリティーとして出演。
2012年韓流ドラマ『18・29〜妻が突然18歳!?』にデザイナー役。
2012年4月からコミュニティーFM『いちはらFM』にて「桂歌若のおはよういちはら」にパーソナリティーとして出演中。（毎週土曜日）
2013年スタンダードマガジン：落語ドラマCD三部作『三つの愛』『浜野矩随』『唐茄子屋政談』にて落語監修、脚本、出演。
2014年テレビ東京：ドラマ24『アオイホノオ』にて落語家役（テープ音）として声優出演。
2015年テレビ朝日：テレメンタリー2015『シリーズ　戦後70年③「皇軍大笑「笑いが国策だった時代」』出演。
2019年うぃなあエンタテインメント：講師に就任（声優としても所属している）。
落語の他に東商新聞、TUG News、電通報等に連載を持つなど多方面に活動。
著書・監修・寄稿に「一話3分 落語ネタ入門」（朝日新聞出版社）　落語天女おゆい〜落語研究会復活編〜(メガミ文庫)　超高速らくご読本〜（シンコーミュージック・エンタテインメント）オタク川柳〜―人はみな何かしらかのオタクです（学研パブリッシング）落語CDドラマ〜三つの愛〜（スタンダードマガジン）他。
声優プロダクション：元氣プロジェクト主宰「元氣塾」の特別講師も務めていた。

## 出演

### ラジオ
- 桂歌若のおはよういちはら（いちはらFM、土曜日）[4][注 1]